# Pałac Schönbrunn

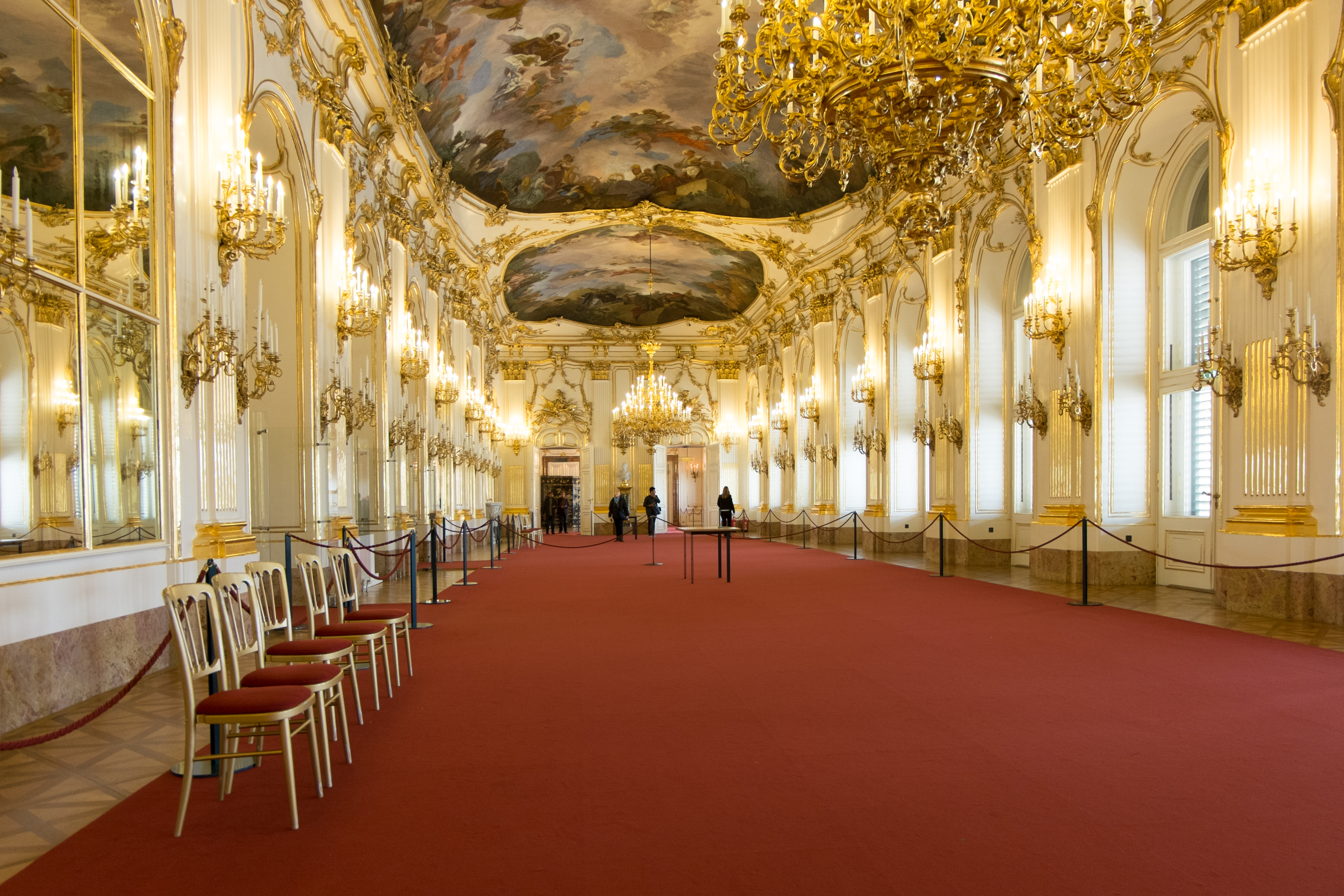

Pałac Schönbrunn (niem. Schloss Schönbrunn) – pałac wraz z parkiem znajdujący się w 13. dzielnicy Wiednia, Hietzingu. Według przekazów nazwę zarówno parku jak i pałacu przypisuje się cesarzowi Maciejowi Habsburgowi, który podczas polowania w 1619 znalazł tu źródło artezyjskie i miał je określić mianem pięknego. Sam pałac został zbudowany w XVII–XVIII w. na zlecenie cesarza Leopolda I, zaprojektowany przez Johanna Bernharda Fischera von Erlacha. W 1996 pałac został wpisany na listę światowego dziedzictwa UNESCO.

## Historia
Najwcześniejsza wzmianka wzgórza i okolicy pochodzi z roku 1311. Miejscowość nazywała się wówczas Khattermühle. Od 1312 należała do klasztoru kanoników regularnych w  Klosterneuburgu. W XV i XVI stuleciu zmieniała kilkakrotnie właścicieli, by w 1548 zostać nabytą przez późniejszego burmistrza Wiednia Hermanna Bayra, który obok istniejącego młyna zbudował dwór zwany  Katterburg. W 1569 cesarz Maksymilian II po zakupie rozległej posiadłości obejmującej zarówno wzgórze jak i dolinę rzeki Wien przekształcił ją w tereny myśliwskie, gdzie polowano m.in. na dziki i jelenie. Ich centrum stanowił zbudowany w 1570 dwór myśliwski. Powstały wówczas także stawy rybne i ogród bażanci w którym hodowano także egzotyczne indyki i pawie. W 1612, w czasach cesarza Macieja, miejscowość zmieniła nazwę na Schönbrunn, a sam władca znacznie rozbudował istniejący tu dwór myśliwski.
Pierwszą która przekształciła w latach 1638-1643 dwór myśliwski w rezydencję mieszkalną tzw, Gonzaga Castle była  Eleonora Gonzaga, wdowa po Ferdynandzie II. Powstała tu wówczas oranżeria oraz zaczątki parku. W 1642 po raz pierwszy użyto też nazwy Schönbrunn w dokumentach urzędowych. Po śmierci Eleonory, w 1655 jako rezydencja wdowy  stał się własnością Eleonory Magdaleny Gonzagi, trzeciej żony Ferdynanda III. W tym czasie podczas oblężenia tureckiego w 1683 roku cały kompleks - zamek wraz z zabudowaniami gospodarczymi i ogrodami - został kompletnie zniszczony, tak że nie nadawał się do zamieszkania.
Pierwsze plany budowy w Schönbrunnie zespołu pałacowego który miał przewyższyć francuski Pałac Wersalski pojawiły się za panowania Leopolda I. W 1687 zlecił on Johannowi Bernhardowi Fischerowi sporządzenie odpowiednich planów, Pierwszy z nich powstał już w 1688 ale jako za drogi został przez monarchę odrzucony. Fischer zaproponował więc znacznie skromniejszy w 1693 i ten został przyjęty do realizacji. W latach 1696–1701 na ruinach poprzedniego założenia zbudowano zasadniczy zrąb dzisiejszego kompleksu pałacowego. Budowę kontynuował z modyfikacjami następca Leopolda Józef I. Po jego śmierci pałac był użytkowany w l. 1712-1728 przez wdowę po nim Wilhelminę Amalię. W 1728 sprzedała go za sumę 450 000 guldenów Karolowi VI, który przeznaczył ją dla swej córki Marii Teresy. Jej decyzją od 1740 do 1918 posiadłość wraz z pałacem pełniła rolę letniej rezydencji rodziny cesarskiej Habsburgów. W tym okresie nastąpiła gruntowna przebudowa i rozbudowa zarówno pałacu jak i otaczającego go parku.
Obiekt był miejscem licznych i spektakularnych wydarzeń politycznych związanych z historią monarchii habsburskiej. M.in. zawarto tu 14 października 1809 roku traktat między Francją a Austrią w wyniku którego poszerzono ziemie Księstwa Warszawskiego o tereny III rozbioru Polski. W 1815 był miejscem obrad Kongresu Wiedeńskiego. Tu po upadku Napoleona I mieszkał aż do śmierci jego prawowity następca Napoleon Franciszek Bonaparte. Pamiątką po tych wydarzeniach są orły napoleońskie umieszczone na bramie wjazdowej do kompleksu pałacowego. Franciszek Józef I wykorzystywał zamek jako letnią rezydencję i przez wiele lat jeździł stamtąd do pracy w Hofburgu, gdzie mieszkał zimą. Jego następca i ostatni cesarz Karol I w pałacu Schonbrunn podpisał 11 listopada 1918 akt abdykacji i zrzeczenia się roszczeń do majątków Habsburgów na terenie Austrii.
Od tego czasu Pałac wraz z otaczającym go parkiem stanowi własność państwa austriackiego. W 1919 utworzono tu m.in. sierociniec dla sierot wojennych. W kompleksie pałacowym kwaterowano także inwalidów wojennych a także ważnych urzędników państwowych. Teatr zamkowy był użytkowany w l. 1919-1924 przez Burgtheater a od 1928 przez szkołę aktorską Maxa Reinhardta, II wojna oszczędziła w zasadzie zespół pałacowy i park z wyjątkiem Gloriety, gdzie znajdował się bateria przeciwlotnicza tak że w 1945 główne jej skrzydło zostały poważnie uszkodzone przez alianckie bombardowania. W l. 1945-1955 pałac był siedzibą  brytyjskich sił okupacyjnych, które zarządzały wówczas sektorem okupacyjnym w Wiedniu (dzielnice 12 i 13). Obecnie pałacem udostępnionym w części zasadniczej dla turystów zarządza od 1992 spółka państwowa Schloss Schönbrunn Kultur- und Betriebsgesellschaft  mbH p, zaś parkiem opiekuje się państwowe Österreichische Bundesgärten. Również ZOO znajdujące się w kompleksie należy do państwa. W 1996 roku pałac i park zostały wpisane na listę światowego dziedzictwa UNESCO.

## Kompleks pałacowy
Został wzniesiony na południowy zachód od Wiednia, w Parku Schönbrunn. Barokowy wystrój został nadany za panowania Marii Teresy. Kolor żółty, na który została pomalowana elewacja, był jej ulubionym. Wnętrza pokryte są licznymi freskami i sztukaterią. Apartamenty udostępnione są zwiedzającym. W przybudówce znajduje się obecnie Muzeum Powozów. Sam teren wokół pałacu to ogród w stylu francuskim, w którym znajduje się Palmiarnia. Na wzgórzu, z którego roztacza się widok na pałac i Wiedeń, wzniesiona została Glorietta. Poniżej wzgórza znajduje się Fontanna Neptuna.
Pałac posiada 1441 komnat, z czego 45 udostępniono zwiedzającym. Wnętrza utrzymane są w stylu rokoko (białe powierzchnie z ornamentami pozłacanymi 14-karatowym złotem) i ozdobione czeskimi lustrami kryształowymi i piecami fajansowymi.
Komnaty mieszkalne i gabinety cesarza Franciszka Józefa (który zmarł w pałacu 21 listopada 1916) są skromne i proste. Tym bardziej okazale prezentują się sale reprezentacyjne i pokoje gościnne. W Sali Lustrzanej koncertował Mozart jako sześcioletnie cudowne dziecko.
W Okrągłym Gabinecie Chińskim Maria Teresa odbywała tajne konferencje z kanclerzem księciem Wenzelem Antonem von Kaunitzem. W pokoju Im Vieux-Lacque konferował Napoleon. Tu 14 października 1809 podpisano pokój w Schönbrunnie. W Błękitnym Salonie Chińskim cesarz Karol I podpisał w 1918 zrzeczenie się z udziału w rządach, co praktycznie oznaczało koniec monarchii. Pokój Milionowy ma ściany wybijane drewnem różanym i ozdobione cennymi miniaturami z Indii i Persji. Zaliczany jest do najpiękniejszych wnętrz rokokowych na świecie. W Wielkiej Galerii tańczono podczas kongresu wiedeńskiego (1814–1815), a dziś odbywają się tu spotkania przy wyjątkowych okazjach.

## Literatura
- Kurt Eigl, Franz Hubmann, Christian Brandstätter: Schönbrunn. Ein Schloß und seine Welt. Molden, Wien 1982,
- Stephen Broock, Wiedeń, Warszawa 1995, s. 170-173
- Ernst Hausner: Das kaiserliche Schloss Schönbrunn, Wien 1998,
- Helfried Seemann, Christian Lunzer: Schönbrunn 1860–1920. Album Verlag für Photographie, Wien 2006,
- Elfriede Iby, Alexander Koller: Schönbrunn. Wien 2007,

## Linki
- Schloss Schönbrunn - Imperial Living
- Wiedeń-Teraz-Zawsze Pałac Schönbrunn
- Podróże po Europie Pałac Schönbrunn w Wiedniu - historia, ciekawostki i zwiedzanie
- Klub Podróżników - Śródziemie Pałac Schönbrunn w Wiedniu